# The Harvard Department of Social Relations

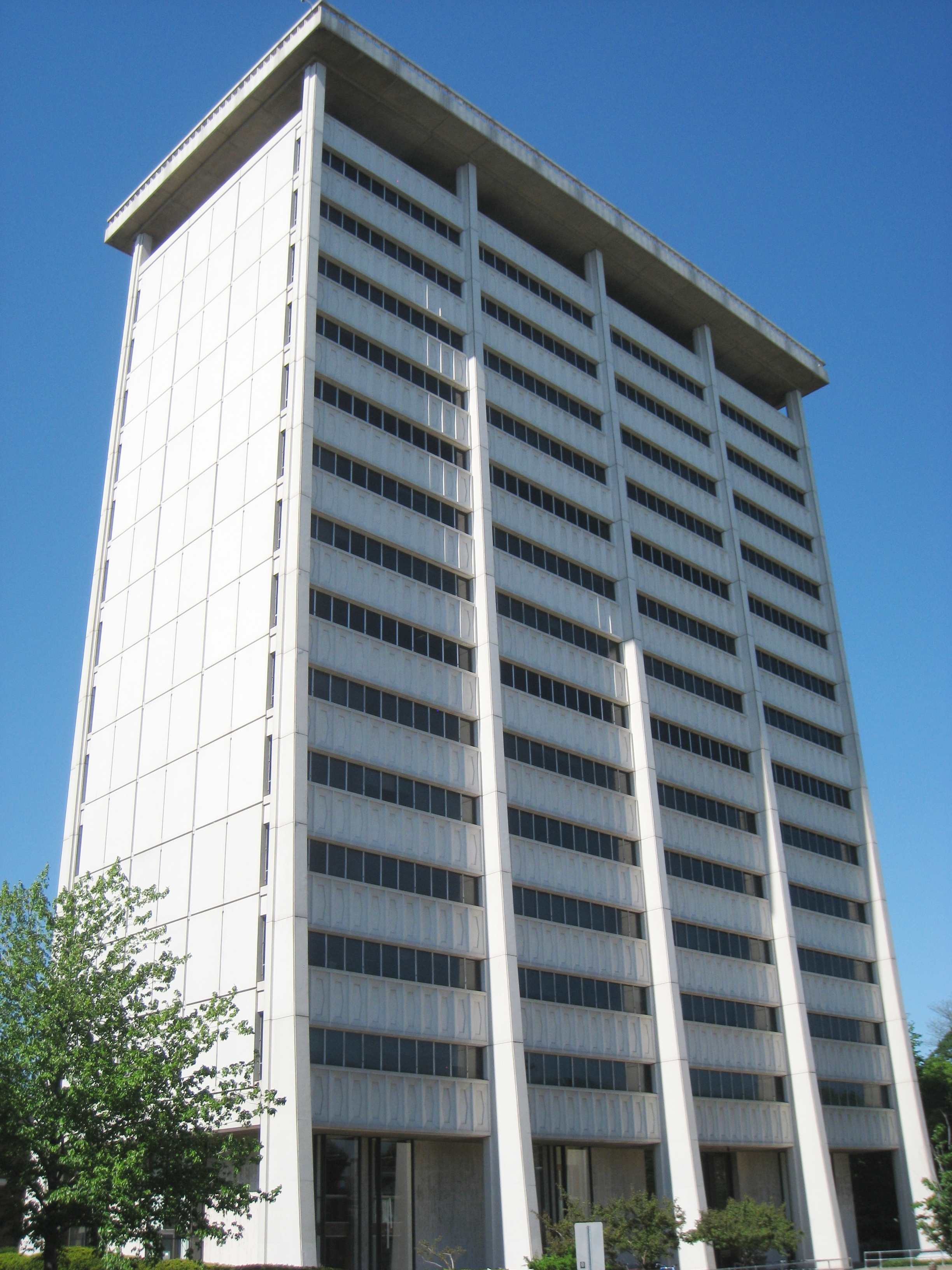
William James Hall - Harvard

Institutionen för sociala relationer för tvärvetenskapliga socialvetenskapliga studier (The Harvard Department of Social Relations), mer känt som "Institutionen för sociala relationer" (Department of social relations), var ett tvärvetenskapligt samarbete mellan tre av de socialvetenskapliga avdelningarna vid Harvard University (antropologi, psykologi och sociologi) som började 1946. Ursprungligen hade programmet sitt huvudkontor i Emerson Hall vid Harvard innan det flyttade till William James Hall 1965. Medan namnet "Sociala relationer" ofta förknippas med programmets långvariga ordförande och vägledande ande, sociologen Talcott Parsons. Många framstående personer inom 1900-talets samhällsvetenskap ingick i programmets fakultet, som exemeplvis Alex Inkeles och Ezra F. Vogel. Många av avdelningens doktorander blev också framstående inom USAs samhällsvetenskaper under senare delen av 1900-talet; deras verk tenderar att ha starka tvärvetenskapliga och interdisciplinära ansatser.
Allport och Boring diskuterade ursprunget till avdelningens namn i aprilnumret av American Psychologist 1946:
Medan [akademiska] demarkationsslinjer har förblivit stela, har det under det senaste decenniet utvecklats en syntes av socio-kulturella och psykologiska vetenskaper som är allmänt erkänd inom den akademiska världen trots att det inte finns något allmänt accepterat namn för att beteckna syntesen. Vi föreslår att Harvard antar, och därmed hjälper till att etablera, termen Sociala relationer för att karakterisera den framväxande disciplin som behandlar inte bara den faktasamling och teori som traditionellt erkänns som sociologins ämnesområde, utan också den del av psykologisk vetenskap som behandlar individen inom det sociala systemet, och den del av antropologisk vetenskap som är särskilt relevant för sociala och kulturella mönster i läskunniga samhällen.
Läroplanen för institutionen hade fyra sammanhängande kurser:
1. Sociologi
2. Socialpsykologi
3. Socialantropologi
4. Personlighetsteori

Programmet delades upp i sina komponentavdelningar runt 1972, även om en viss tvärvetenskaplighet kvarstod under hela 1970-talet.

## Alumni
- Gordon Allport, (1897–1967) psykolog
- Jerome Bruner, psykolog
- Alex Inkeles, Sociolog
- Clyde Kluckhohn, (1905–1960) anthropologist
- Seymour Martin Lipset, sociolog
- Barrington Moore, sociolog
- David McClelland, psykolog
- Henry A. Murray,  psykolog
- Talcott Parsons, (1902–1979) sociolog
- Harrison C. White, sociolog
- Robert W. White, (1904–2001) personlighetspsykolog
- Harold Garfinkel, (1917–2011) sociolog
- Clifford Geertz, (1926–2006) Kulturantropolog
- Mark Granovetter, sociolog
- Stanley Milgram, (1933–1984) psykolog

## Valda publikationer
- Bauer, Raymond A., Alex Inkeles, and Clyde Kluckhohn. 1956. How the Soviet System Works: cultural, psychological, and social themes. New York: Vintage.
- Homans, George Caspar. 1984. Coming to My Senses: The Autobiography of a Sociologist. Medford, MA: Routledge.
- Inkeles, Alex; with D.J. Levinson; Helen Beier; Eugenia Hanfman; Larry Diamond. 1997. National Character: a psycho-social perspective. New Brunswick, NJ: Transaction Publishers.
- Kluckhohn, Florence Rockwood and Fred L. Strodtbeck. 1961. Variations in value orientations. Evanston, IL: Row, Peterson.
- Munroe, Ruth H., Robert L. Munroe, Beatrice B. Whiting, eds. 1981. Handbook of cross-cultural human development. New York: Garland.
- Parsons, Talcott. 1949. The Structure of Social Action. Glencoe, IL: The Free Press.
- Parsons, Talcott  and Edward Shils. 1951. Toward a General Theory of Action. Cambridge, Massachusetts: Harvard University Press.
- Vogt, Evon Zartman and Ethel M. Albert Vogt. 1966. People of Rimrock; a study of values in five cultures. Cambridge, Massachusetts: Harvard University Press.
- Whiting, Beatrice and John Whiting. 1975. Children of Six Cultures: a psychocultural analysis. Cambridge, Massachusetts: Harvard University Press.